# Adelheid
 For alternative betydninger, se Adelaide.
Adelheid er et pigenavn, der betyder "adelig". Navnet, der også findes i varianten Adelaide, bruges kun sjældent i Danmark; i 2009 bar 53 personer et af disse navne ifølge Danmarks Statistik.

## Kendte personer med navnet
- Adelaide af Sachsen-Meiningen, britisk dronning.